# Lecanora reagens
Lecanora reagens är en lavart som beskrevs av Norman. Lecanora reagens ingår i släktet Lecanora och familjen Lecanoraceae.  Arten är reproducerande i Sverige. Inga underarter finns listade i Catalogue of Life.